# شاپرکان آفتابی کهن
شاپرکان آفتابی کهن (نام علمی: Acanthopteroctetidae) نام یک تیره از زیرراسته پیچ‌زبانان است.